# Andreas Christian Bernstein
Andreas Christian Bernstein (* 12. Juli 1672 in Domnitz nördlich von Halle (Saale); † 18. Oktober 1699 ebenda) war ein deutscher Kirchenlieddichter.

## Leben
Der am 12. Juli 1672 in Domnitz bei Halle (Saale) geborene Andreas Christian Bernstein war der Sohn eines Pfarrers. Er studierte an der Universität Halle, und hier war er ab 1695 auch als Lehrer am Pädagogium tätig. Vier Jahre danach begann er sein Wirken als Hilfsprediger seines kranken Vaters. Durch Johann Anastasius Freylinghausen wurden sechs von Bernsteins Liedern veröffentlicht. Bernstein verstarb am 18. Oktober 1699 nach einer Krankheit im Alter von nur 27 Jahren in Domnitz.

## Werke
- Großer Immanuel, schaue von oben auf dein erlöstes, erkauftes Geschlecht
- Mein Vater, zeuge mich, dein Kind, nach deinem Bilde und schaffe selbst in mir die neue Kreatur
- Zuletzt geht's wohl dem, der gerecht auf Erden, durch Christi Blut ein Erbe Gottes war
- Ihr Kinder des Höchsten, wie steht's um die Liebe?